# Дело совести
«Дело совести» (англ. A Case of Conscience) — научно-фантастический роман Джеймса Блиша. Впервые опубликован как повесть в 1954 году, как роман был опубликован в 1958 году после значительного дополнения. Роман является первым из трилогии Блиша «После знания».
Являет собой историю иезуита который, будучи биологом, исследует инопланетную расу, которая в отсутствие какого-либо вида религии, имеет врождённое и совершенное чувство морали, конфликтующей с католическим учением. В романе тесно связываются религиозная тематика с фантастикой.
Роман выиграл премию «Хьюго» за лучший роман в 1959 году. Оригинальная повесть выиграла ретро премию Хьюго за лучшую повесть 1954 года в 2004 году. Переведён на русский язык.

## Сюжет
В 2049 году отец католической церкви Рамон Руис-Санчес из Перу отправляется на планету Лития вместе с командой учёных, чтобы определить, можно ли установить контакт с инопланетными существами. Планета населена разумными рептилоидами. Отец Руис-Санчес узнаёт их язык и многое о них. Он обнаруживает, что местные существа живут в идеальном обществе без преступности, конфликтов, невежества и недостатка. Однако Руис-Санчес приходит к выводу, что планета Лития — это творение Сатаны, место, созданное для показа мира, логики и понимания без присутствия Бога.
Он предлагает полный карантин в отношении планеты, основываясь на религиозных мотивах. Однако команда не приходит к единому мнению. После этого Руис-Санчес отправляется в Рим, где его убеждения считаются ересью. Там состоится встреча с Папой, который указывает на то, что Лития могла быть обманом и что Руис-Санчес мог бы провести обряд экзорцизма на всей планете.
В конечном итоге Лития взрывается по вине человечества, из-за непреднамеренной ошибки земных учёных, вместе с планетой погибает и цивилизация литян.

## Критика
Анализ романа в монографии «Фантастика и футурология» Станислава Лема (книга 2, IV. Метафизика научной фантастики и футурология веры), выглядит следующим образом: Лем говорит, что идея «святого отца и иезуита — чертовски хорошего биолога» является нелепым нонсенсом, потому что для межзвёздных экспедиций требуется универсальный биолог, а не такой, который ищет происки дьявола. Роман рассматривает религиозные и моральные вопросы на примитивном уровне, с упрощением и неправильным толкованием некоторых научных моментов, даже по меркам 1950-х годов. Автор хотел развлечь читателей (особенно концовкой), расширив свою аудиторию до научных специалистов и людей с разным уровнем скептицизма, которых было много в то время в США.
Российский критик Вл. Гаков охарактеризовал роман, как одно из самых глубоких художественных исследований проблем религии средствами научной фантастики. Герой романа — иезуит, включённый в состав экспедиции на планету, населённую мирными разумными рептилиями. Выполнение им своей пасторской задачи — нести Слово Божье в иные миры — наталкивается на мучительные метафизические и теологические вопросы, не стоявшие перед сочинителями «основополагающих» книг. Как можно спасти грешную душу тех, кто не мог знать первородного греха «по определению» (яйцекладущие)? И не наводит ли внешний вид этих созданий на страшную мысль, что не дети они Божьи, а, напротив, исчадия дьявола? Отчаянный акт «космического экзорцизма» (по сути уничтожения того, что не способен постичь), совершенный священником, становится трагическим символом бессилия разума, опутанного догмами.
Советский и российский писатель-фантаст и критик Андрей Балабуха, отмечает, что успех романа в немалой степени обусловлен тем, что написан-то он отнюдь не в католической парадигме, <…> а в традиционной для нашего мышления биполярной логике, вошедшей в наши плоть и кровь с античных времён. Теза — антитеза… Добро и Зло. Ад и Рай. Бог и Дьявол. Любовь и ненависть. Свой и чужой. Множить подобные противопоставления можно до бесконечности. Складывается впечатление, будто в качестве некоей всеобъемлющей метафоры перед сознанием (или подсознанием) нашим непрестанно маячит магнит с его взаимопритягивающимися полюсами…
Шотландским критиком-фантастиковедом Дэвидом Принглом роман включён в перечень 100 лучших англоязычных научно-фантастических романов за период с 1949 по 1984 год.